# Samonth
Samonth, auch Zamonth (3. oder 2. Jahrtausend v. Chr.) war ein altägyptischer Wesir des Mittleren Reiches. 

## Belege
Als Wesir ist Samonth von zwei Stelen bekannt. Eine der beiden Stelen befindet sich heute im Ägyptischen Museum in Kairo und nennt die Familie des Wesirs, darunter seinen Sohn, der Priester des Amun war. Seine Gemahlin hieß Henutpu. Dies ist der Name der Mutter des Wesirs Anchu, der demnach vielleicht der Sohn des Samonth war.
In Inschriften in Unternubien erscheint auch ein Samonth, der vielleicht mit dem Wesir identisch ist, jedoch andere Titel trägt, so dass diese Inschriften in die Zeit vor der Beförderung zum Wesir zu datieren sind. Die Identifizierung erfolgt über die Mutter Satip. Diese Inschriften datieren in das 6. und 9. Regierungsjahr von Amenemhet III. Samonth trägt die Titel Wahrer Königsbekannter und Beamter, Mund von Nechen. Es wird von einem Feldzug nach Nubien berichtet, in dem es keinen Todesfall gab. Anscheinend handelt es sich um eine Strafexpedition in kleinem Rahmen.